# Bången, Uddevalla kommun
Bången är en tidigare småort i Herrestads socken i Uddevalla kommun i Västra Götalands län. 2015 hade folkmängden i området minskat och småorten upplöstes.